# Dagmar Kunze
Dagmar Kunze (* 8. Juli 1941 in Neustrelitz; † 8. August 2023 in Berlin) war eine deutsche Malerin, Grafikerin und Illustratorin.

## Leben und Werk
Dagmar Kunze absolvierte von 1958 bis 1961 eine Lehre als Gebrauchswerberin und studierte von 1961 bis 1964 Grafik an der Kunsthochschule in Berlin-Weißensee. 1964 arbeitete sie in Berlin als Grafikerin im Zentralhaus der Deutsch-Sowjetischen  Freundschaft und danach in Berlin und bei Neustrelitz als freischaffende Malerin und Grafikerin. Sie schuf insbesondere Illustrationen für den Postreiter-Verlag sowie den Kinderbuchverlag Berlin (ab 1966 Bummi z. B. Titelbilder), darunter Ausschneidebücher Mein klitzekleines Märchenbuch. Einige dieser Bücher erschienen auch als fremdsprachige Ausgaben.
Für Progress Film entwarf sie von 1977 bis 1985 fünfzehn Filmplakate. unter anderem für Filme des Dresdner DEFA-Studios für Trickfilme. Sie fertigte Bildmaterial für mehrere Folgen „Löwenzahn Classics mit Peter Lustig“ in der Staffel 19 (1999), Folge 146: Peters Flussfahrt und in Staffel 21 (2001), Folge 159: Peter und der Tanz der Vampire.
Dagmar Kunze war bis 1990 Mitglied des Verbands Bildender Künstler der DDR.
Ab 1999 führte sie den Namen Kunze-Lüllwitz.

## Museen und öffentliche Sammlungen mit Werken Dagmar Kunzes (mutmaßlich unvollständig)
- Berlin: Museum Europäischer Kulturen[13]
- Weißenfels: Museum Weißenfels[14]

## Buchillustrationen (Auswahl)

### Bücher des Postreiter-Verlags
- Ursula Werner-Böhnke: Spielzeugreise. Ein Bilderbuch für die Kleinsten. Halle 1974.
- Wer schwimmt mit uns? Halle 1979.
- K. Simrock: Die Vogelhochzeit. Halle 1980, ISBN 3-7421-0172-2.
- Kommt, spielt mit! Halle 1981.
- Heinrich Seidel: Das Huhn und der Karpfen. Halle 1984, ISBN 3-7421-0015-7.
- Walter Krumbach: Die lustige Grille. Leporello-Kinderbuch, Halle 1985, ISBN 3-7421-0159-5.
- Der Vogel singt. Halle 1985, ISBN 3-7421-0107-2.
- Wally Eichhorn-Nelson: Der gläserne Krug. Sagen und Märchen aus dem Thüringer Wald. 1986.
- Seht, was fliegt! 4. Aufl., Halle 1986, ISBN 3-7421-0045-9.
- Es läuft und kriecht. Halle 1986, ISBN 3-7421-0044-0.
- Ludwig Bechstein: Des kleinen Hirten Glückstraum. Halle 1987, ISBN 3-7421-0173-0 (hrsg. und mit einem Nachwort versehen von Regina Hänsel).
- Was fährt und rollt? 5. Aufl., Halle 1988, ISBN 3-7421-0046-7.
- Was ist grösser? Halle 1989, ISBN 3-7421-0266-4.

### Bücher anderer Verlage
- Zirkusparade. Rudolf Arnold Verlag, Leipzig 1972.
- Ingetraud Skirecki: Turn mit uns! Rudolf Arnold Verlag, Leipzig 1972.
- Sonja Axen: Guten Tag, Vorschulkinder. Verlag Junge Welt, Berlin 1972.
- Katharina Mueller: Schau dich um. Rudolf Arnold Verlag, Leipzig 1976.
- Tierbilderbuch 3. Verlag für Lehrmittel, 1984.
- Das Küken und das junge Entlein. Planet-Verlag Berlin, Berlin 1985 (Malbuch).
- Nils Werner: Waldi. Verlag Nitzsche, Niederwiesa 1985, ISBN 3-7422-0029-1.
- Morgen früh um sechs. Planet-Verlag Berlin, Berlin 1986.
- Herbert Friedrich: Das fremde Tier (= Minibuch. 23). Kinderbuchverlag, Berlin 1987, ISBN 3-358-00218-7.
- Alfred Könner: Wo ist Anne? Altberliner Verlag, Berlin 1988, ISBN 3-357-00219-1.
- Vielerlei braucht Marei. Kinderbuchverlag, Berlin 1988, ISBN 3-358-00327-2.
- Tiere, welche Eier legen. Kinderbuchverlag, Berlin 1990, ISBN 3-358-01512-2.

## Ausstellungen (unvollständig)
- 1979 und 1982: Berlin, Bezirkskunstausstellungen (Gebrauchsgrafik)

- 2015: Neustrelitz, Alte Kachelofenfabrik Neustrelitz, Adventsschau.[15]
- postum 2024: Cottbus, Dieselkraftwerk Cottbus, „Sammlungseinsichten: Plakate ostdeutscher Grafikerinnen“[16]